# Diecezja Ahiary
Diecezja Ahiara (łac. Diœcesis Ahiarana) – diecezja rzymskokatolicka w Nigerii, z siedzibą w Ahiarze. Powstała 18 listopada 1987 z części diecezji Owerri.

## Biskupi
- Bp Victor Adibe Chikwe (1987-2010)
  - Bp Peter Okpaleke (2012–2018) nominat[a]
  - kard. John Onaiyekan (2013–2018) administrator apostolski
  - abp Lucius Iwejuru Ugorji (2018-2024) administrator apostolski
  - bp Simeon Nwobi (2024-nadal)